# Excelence

Jeho Excelence J. Adams, II. prezident Spojených států amerických (tištěná kresba)

Excelence (z lat. excellentia – převaha, priorita, lahodnost) je čestný titul užívaný pro některé vyšší státní úředníky, členy královských rodin a církevní představitele. 

## Užití titulu
Titul Excelence se používá při oficiálním společenském styku pro hlavy státu, premiéry, velvyslance, ministry zahraničních věcí, případně též pro arcibiskupy a biskupy. U církevních představitelů se však častěji setkáváme s užitím titulu Eminence určeného kardinálům a velmistru řádu Maltézských rytířů.
Titul by měl být napsán velkými písmeny s přidáním „Vaše“ nebo „Jeho“/„Její“ před titulem. Vzor: Vaše Excelence XY nebo Jeho Excelence XY / Její Excelence XY. Vynechání zájmena je obecně považováno za důvěrnější formu oslovení a se zřetelem na to by mělo být i používáno.

## Vývoj církevního užívání

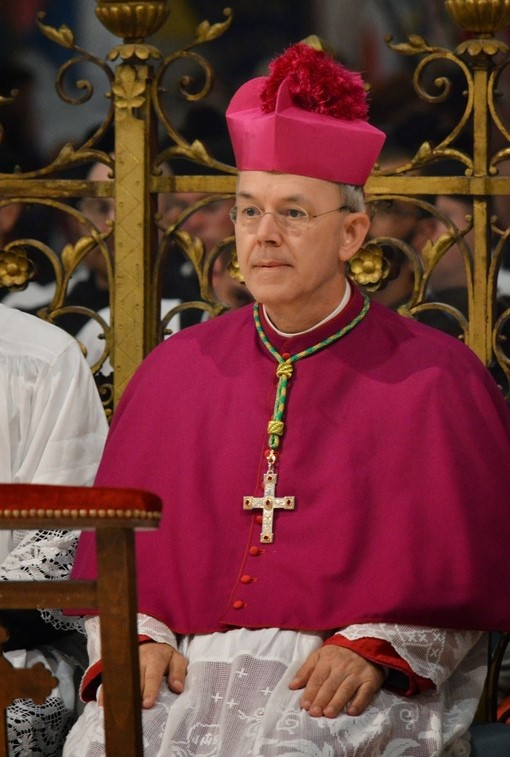
Jeho Excelence A. Schneider, pomocný biskup astanský v biskupském chórovém oděvu

V důsledku dekretu Sanctissimus z 31. prosince 1930 Kongregace pro ritus (lat. Congregatio pro sacri ritibus et caeremoniis) Svatého stolce byl katolickým biskupům udělen titul „Nejdůstojnější Excelence“ (lat. Excellentia Reverendissima). V následujících letech po skončení první světové války titul Excelence, který náležel vyslancům, byl již udílen apoštolským nunciům, kteří byli biskupy. Adjektivum „Reverendissima“ byl používán k odlišení církevního titulu „Excellence“, od titulu udělovaného civilními orgány. 
Instrukce Ut sive sollicite Státního sekretariátu Svatého stolce z 31. března 1969, označila adjektivum „Reverendissima“ za volitelné (fakultativní), a potvrdila užívání „Excelence“ pro biskupy, pro děkana Tribunálu Římské roty, pro sekretáře Nejvyššího soudu apoštolské signatury a vicecamerlenga.
Podle dopisu dekretu Sanctissimus z 31. prosince 1930 byl titul „Nejdůstojnější Excelence“ určen také patriarchům, ale v praxi Svatý stolec se na ně nadále obracel s oslovením „Blaženosti“ (lat. Beatitudine), které bylo formálně schváleno motem proprio Cleri sanctitati z 2. června 1957.